# Erich Trefftz

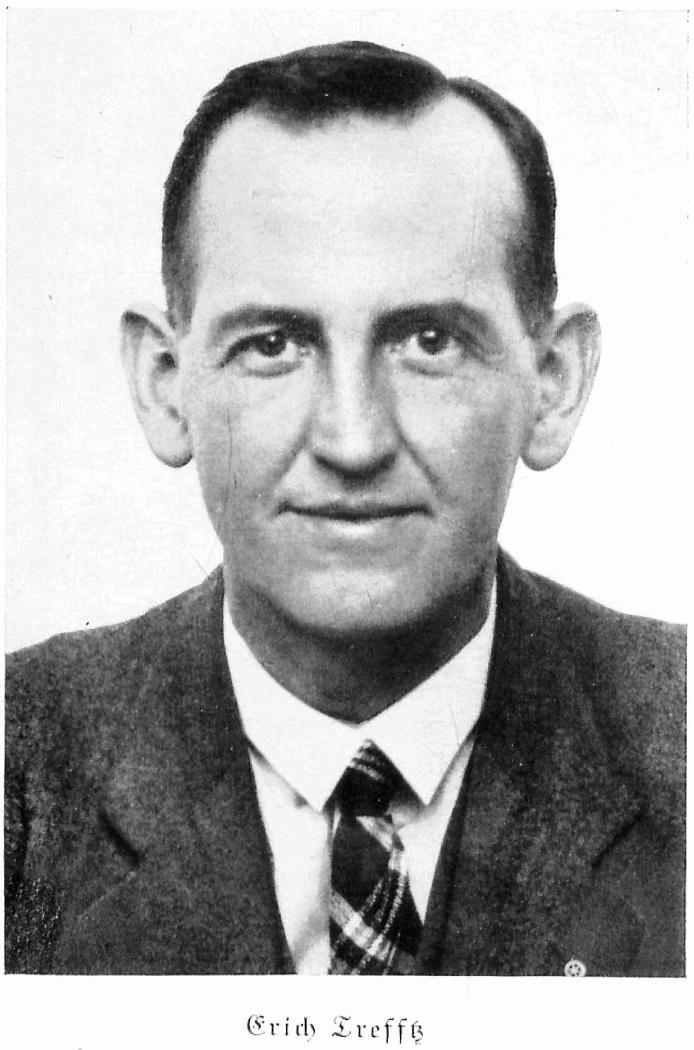
Erich Trefftz

Erich Immanuel Trefftz (* 21. Februar 1888 in Leipzig; † 21. Januar 1937 in Dresden) war ein deutscher Mechaniker, Mathematiker und Hochschullehrer.

## Leben

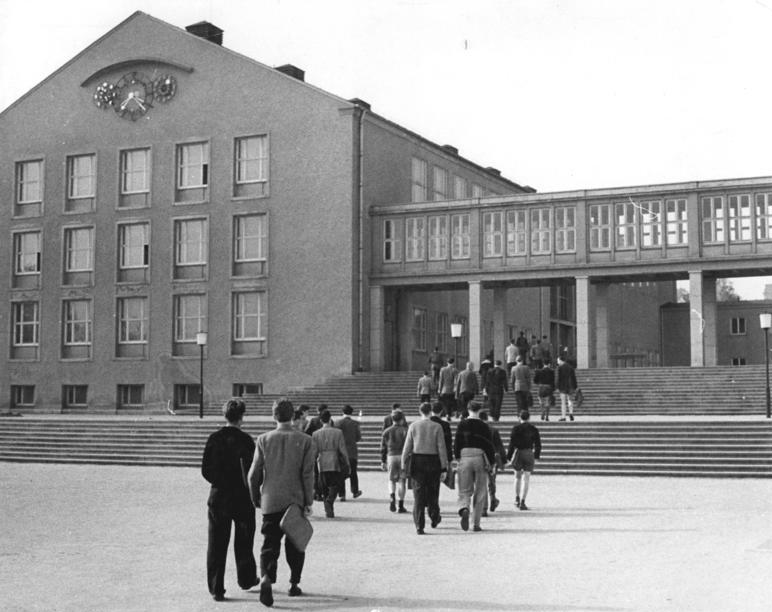
Trefftz-Bau der TU Dresden

Erich Trefftz war Sohn des Kaufmanns Oskar Trefftz (1848–1906) und der Anna Eliza, geb. Runge. Er besuchte ab 1897 die Thomasschule zu Leipzig. Die Familie zog 1900 nach Aachen, wo Trefftz 1906 am Kaiser-Wilhelm-Gymnasium sein Abitur ablegte. Danach begann er an der Technischen Hochschule Maschinenbau zu studieren. Er wechselte jedoch schon nach zwei Semestern zum Studium der Mathematik, das er ab 1908 in Göttingen durchführte, wo er unter David Hilbert, Paul Koebe und Ludwig Prandtl lernte. Mithilfe seines Onkels Carl Runge absolvierte er 1909/10 einen Studienaufenthalt an der Columbia-Universität in New York und setzte sein Studium anschließend an der Universität Straßburg fort, wo er Richard von Mises kennenlernte. Ab 1912 arbeitete er an der TH Aachen als Assistent und promovierte 1913 mit der Arbeit Über die Kontraktion kreisförmiger Flüssigkeitsstrahlen. Im Ersten Weltkrieg war Trefftz ab 1914 Freiwilliger und Offizier, bis er nach einer Verwundung im Mai 1917 an das Aerodynamische Institut in Aachen zurückberufen wurde. In dieser Zeit verfasste er auch seine Habilitationsschrift und wurde 1919 zum Professor für Mathematik an die TH Aachen berufen. Ein Jahr zuvor hatte er Frieda Offermann geheiratet. Der Ehe entstammen fünf in den Jahren 1919 bis 1926 geborene Kinder, unter anderem Eleonore Trefftz, Dr. der Naturwissenschaften, und die Radiologin Friederike Trefftz.

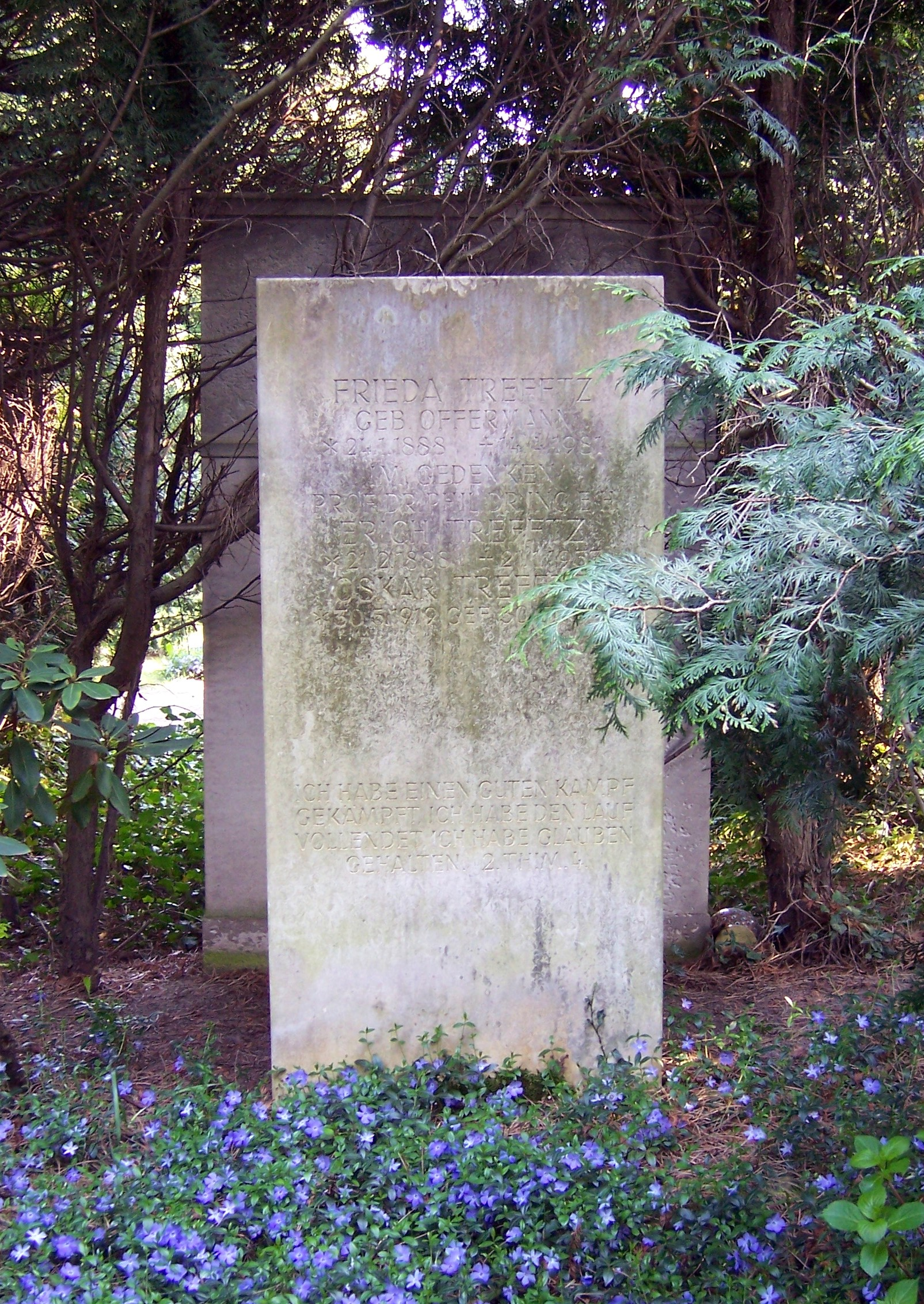
Grab von Erich Trefftz auf dem Loschwitzer Friedhof

Im Jahr 1922 wurde Erich Trefftz an die Mechanische Abteilung der TH Dresden berufen und leitete als ordentlicher Professor für Technische Mechanik ab 1927 den gleichnamigen Lehrstuhl der Mathematisch-Naturwissenschaftlichen Abteilung, wo er sich besonders mit dem Flugwesen und in dem Feld mit der Hydrodynamik, Elastizitätstheorie und Schwingungstheorie beschäftigte. Im Jahr 1926 veröffentlichte Trefftz ein Verfahren zur „numerischen, näherungsweisen Lösung linearer homogener Randwertaufgaben für partielle Differentialgleichungen“, das heute als „Trefftzsches Verfahren“ bezeichnet wird. Im Jahr 1929 verlieh ihm die TH Stuttgart den Ehrendoktortitel. Ab 1933 war Erich Trefftz Herausgeber der Zeitschrift für Angewandte Mathematik und Mechanik der GAMM, die nach seinem Tod von Friedrich Adolf Willers fortgeführt wurde. Im November 1933 unterzeichnete er das Bekenntnis der deutschen Professoren zu Adolf Hitler. Im Jahr 1934 erhielt er den Ackermann-Teubner-Gedächtnispreis. Trefftz setzte sich im Nationalsozialismus für zahlreiche jüdische Kollegen, aber auch politisch Verfolgte wie Friedrich Adolf Willers, ein.
Ab 1936 arbeitete Trefftz drei Tage wöchentlich bei der Deutschen Versuchsanstalt für Luftfahrt in Berlin-Adlershof; etwa parallel dazu wurde er Mitherausgeber der Gelben Springerschen Sammlung.
Erich Trefftz starb nach einer schweren Krankheit 1937 in Dresden. Seine Urne wurde im Erbbegräbnis der Familie Trefftz (Nr. 31) in der VIII. Abteilung des Neuen Johannisfriedhofs in Leipzig beigesetzt. Eine Gedenkinschrift befindet sich auf dem Grabstein der Familie Trefftz auf dem Loschwitzer Friedhof. Im Jahr 1987 wurde eine Büste Erich Trefftz' im Willers-Bau der TU Dresden enthüllt, seit 1994 trägt das Hörsaalgebäude der mathematischen und physikalischen Institute der TU Dresden den Namen Trefftz-Bau. Ein Teil seines Nachlasses wird heute vom Archiv der TU Dresden verwaltet.

## Schriften (Auswahl)
- Graphische Konstruktion Joukowischer Tragflächen (1913)
- Über Längsstabilität und Längsschwingungen von Flugzeugen (1914)
- Zur Frage der Holmfestigkeit (1918)
- Zu den Grundlagen der Schwingungstheorie (1928)
- Zur Berechnung der Schwingungen von Kurbelwellen (1929)
- Graphostatik (1936)
- Berechnung der Zirkulation für die gerade, tragende Linie (1938)